# Old Wave
Old Wave es el noveno álbum de estudio del músico británico Ringo Starr, publicado por Bellaphon Records en 1983.
El álbum se convirtió en el primer trabajo de estudio de Ringo no publicado en su país natal, y su distribución estuvo limitada a determinados mercados por su anterior discográfica, RCA Records, que había rescindido su contrato un año antes. A pesar de mantener la tendencia de su predecesor, Stop and Smell the Roses, con la colaboración de celebridades musicales y la producción de Joe Walsh, antiguo miembro de la banda Eagles, Old Wave pasó desapercibido para el público y fue el primer álbum de Ringo en no entrar en la lista estadounidense Billboard 200.

## Historia
Apenas un año después de la publicación de Stop and Smell the Roses, y a pesar de no tener un contrato discográfico tras su marcha de RCA Records, Ringo decidió comenzar la grabación de un nuevo trabajo. Con la intención de dar mayor consistencia al sonido, trabajó con un único productor, Joe Walsh. Walsh, antiguo miembro de la banda Eagles, era amigo de Starr desde mediados de la década de 1970 y había coincidido con él en el círculo profesional de Los Ángeles (California). Además, en diciembre de 2008, Walsh se convirtió en concuñado de Ringo al contraer matrimonio con Marjorie Bach, hermana de Barbara Bach.
Walsh aceptó el encargo de Ringo, y en febrero de 1982 comenzaron a trabajar en nuevas canciones. Sin embargo, tras el asesinato de John Lennon, Ringo no se sentía seguro en Estados Unidos y regresó a vivir a Tittenhurst Park, una residencia en el condado de Berkshire que compró a Lennon en 1973 y cuyo estudio de grabación rebautizó como Startling Studios. En febrero, Starr y Walsh comenzaron a componer nuevo material en Tittenhurst. Las sesiones de grabación comenzaron poco después, y grabaron las pistas instrumentales básicas para siete canciones en Startling Studios con Jim Nipor como ingeniero de sonido. Dichas sesiones contaron con la colaboración del bajista Mo Foster y de los teclistas Gary Brooker y Chris Stainton.
Las sesiones fueron paradas cuando Walsh y Nipor se vieron obligados a viajar a California el 19 de marzo, y volvieron a reanudarse el 6 de abril durante diez días cosnecutivos. El 15 de abril, la revista Rolling Stone anunció anticipadamente que Starr estaba «en Londres trabajando en un nuevo álbum con Joe Walsh como productor». Las sesiones fueron retomadas entre el 31 de mayo y el 10 de junio, con una última tanda de sesiones entre el 24 de junio y comienzos de julio.
«Everybody's in a Hurry But Me» surgió a raíz de una improvisación musical entre John Entwistle, Ray Cooper y Eric Clapton, mientras que «As Far As We Can Go», el último tema del álbum, fue originalmente grabada en los Sweet Silence Studios de Copenhague, Dinamarca el 23 de julio de 1978.

## Recepción
Debido a la recisión del contrato con RCA Records, Starr se vio en la obligación de encontrar una nueva compañía discográfica para publicar Old Wave, que en un principio quería titular It Beats Sleep. A pesar de haber pasado una década desde la separación de The Beatles, ninguna compañía estadounidense o británica estaba interesada en ofrecerle un contrato. En principio, el álbum iba a ser publicado por Boardwalk, pero nunca apareció debido a la muerte de su presidente, Neil Bogart. RCA acabó por distribuir el álbum en junio de 1983 exclusivamente en Canadá, Australia, Nueva Zelanda, Japón, Países Bajos, México y Brasil, mientras que en Alemania, el álbum y el primer sencillo fueron publicados por el sello Bellaphon Records el 16 de junio.
Sin embargo, Old Wave no entró en ninguna lista de los discos más vendidos de los territorios mencionados, y supuso el último trabajo de estudio de Ringo en casi una década, hasta la publicación en 1992 de Time Takes Time. El único sencillo de 45 RPM, con «In My Car» en la cara A y «As Far As We Can Go» en la cara B, fue publicado en Alemania y tampoco entró en ninguna lista, mientras que en México se publicó el sencillo «She's About A Mover».

## Reediciones
El 22 de agosto de 1994, Old Wave fue publicado por primera vez en formato CD por el sello The Right Stuff con un tema extra: una versión primeriza de la canción «As Far As We Can Go», grabada en julio de 1978 en Copenhague, y que contó con la participación de Russ Ballard en el piano y de la Orquesta Filarmónica de Copenhague. La compañía discográfica también reeditó el sencillo «In My Car», con la canción «She's About A Mover» como cara B, el 1 de noviembre de 1994. Un CD promocional fue publicado en 1994 por Capitol Records con tres canciones de Old Wave y otras tres de Stop and Smell the Roses.

## Lista de canciones
Todas las canciones escritas y compuestas por Joe Walsh y Richard Starkey excepto donde se anota. 
| Cara A |                       |                                                  |          |  |
| N.º    | Título                | Escritor(es)                                     | Duración |  |
| 1.     | «In My Car»           | Joe Walsh, Richard Starkey, Mo Foster, Kim Goody | 3:13     |  |
| 2.     | «Hopeless»            |                                                  | 3:19     |  |
| 3.     | «Alibi»               |                                                  | 4:00     |  |
| 4.     | «Be My Baby»          | Joe Walsh                                        | 3:48     |  |
| 5.     | «She's About A Mover» | Doug Sahm                                        | 3:53     |  |

| Cara B |                                 |                                                                          |          |  |
| N.º    | Título                          | Escritor(es)                                                             | Duración |  |
| 6.     | «I Keep Forgettin'»             | Jerry Leiber, Mike Stoller                                               | 4:20     |  |
| 7.     | «Picture Show Life»             | John Reid, John Slate                                                    | 4:18     |  |
| 8.     | «As Far As We Can Go»           | Russ Ballard                                                             | 3:51     |  |
| 9.     | «Everybody's In A Hurry But Me» | Joe Walsh, Richard Starkey, John Entwistle, Eric Clapton, Chris Stainton | 2:34     |  |
| 10.    | «Going Down»                    |                                                                          | 3:54     |  |

| Bonus tracks (reedición de 1994) |                                          |              |          |  |
| N.º                              | Título                                   | Escritor(es) | Duración |  |
| 11.                              | «As Far As We Can Go (Original Versión)» | Russ Ballard | 5:33     |  |

## Personal
- Ringo Starr: batería, percusión y voz
- Joe Walsh: guitarra, sintetizadores y coros
- Mo Foster: bajo y guitarra
- Gary Brooker: teclados, piano y piano eléctrico
- Chris Stainton: teclados, piano y órgano
- Russ Kunkel: batería
- Steve Hess: coros
- Mark Easterling: coros
- Patrick Maroshek: coros
- Garrett Adkins: trombón
- Lee Thornburg: trompeta
- David Wooford: saxofón
- Waddy Wachtel: guitarra